# Uniforma
Uniforma je standardizirano oblačilo, ki ga nosijo pripadniki/člani neke organizacije med opravljanjem dela v le-tej organizaciji.

## Uniforme skozi zgodovino
Ljudje, ki so opravljali verske običaje, so po navadi nosili podobna oblačila. Med prvimi znanimi uniformami so bile tiste v rimski vojski in drugih sodobnih civilizacijah.
Sodobne uniforme uporabljajo:
- oborožene sile (npr. Garda Slovenske vojske)
- paravojaške organizacije:
policija
civilna zaščita
gasilci
varnostniki
- nevladne organizacije:
taborniki
skavtinje in skavti
- delovne organizacije:
bolničarji
medicinsko osebje
- druge:
nekatere šole
zaporniki

## Vrste uniform
- Vojaška uniforma
- Šolska uniforma
- Študentska uniforma
- Delovna uniforma
- Zaporniška uniforma
- Policijska uniforma